# Ketevan Losaberidzeová
Ketevan „Keto“ Losaberidzeová (gruzínsky ქეთევან ლოსაბერიძე, rusky Кетева́н Багра́товна Лосабери́дзе, 1. srpna 1949 Tkibuli – 23. ledna 2022) byla gruzínská lukostřelkyně, reprezentující Sovětský svaz. Byla členkou klubu Burevěstnik Kutaisi a od roku 1980 Burevěstnik Tbilisi.
Na Letních olympijských hrách 1972 v Mnichově obsadila v soutěži žen čtvrté místo, na Letních olympijských hrách 1980 v Moskvě zvítězila. Na mistrovství světa v lukostřelbě získala v letech 1973 a 1981 se sovětským družstvem zlatou medaili, je také čtyřnásobnou mistryní Evropy: v roce 1972 vyhrála individuální soutěž a v letech 1972, 1978 a 1980 byla členkou vítězného týmu. V letech 1973 a 1979 se stala mistryní SSSR.
Po ukončení sportovní kariéry byla profesorkou matematiky na Tbiliské státní univerzitě. Zastávala také funkci předsedkyně Gruzínské lukostřelecké federace.
Obdržela Řád družby národů a titul zasloužilý mistr sportu SSSR. V anketě o nejlepšího gruzínského sportovce dvacátého století skončila na čtvrtém místě za Nonou Gaprindašviliovou, Majou Čiburdanidzeovou a Nino Salukvadzeovou.

## Vyznamenání
- Prezidentský řád znamenitosti – Gruzie, 2018[4]